# KAGUYA
〈KAGUYA〉는 NEWS의 17번째 싱글이다.

## 개요
전작 〈ONE -for the win-〉으로부터 약 7개월 만으로, 2015년 1번째 싱글이다.

## 수록곡

### 초회반 A
CD
1. KAGUYA
작사: Mozza / 작곡: take4 / 편곡: CHOKKAKU
2. バタフライ / 버터플라이
작사: kafka / 작곡: take4 / 편곡: Ryosuke Nakanishi

DVD
1. 〈KAGUYA〉 Music Clip & Making

### 초회반 B
CD
1. KAGUYA
2. バタフライ / 버터플라이
3. TRAVeLiNG
작사·작곡: 안라쿠 켄이치 (CWF), 타키구치 케이타 (CWF) / 편곡: 타키구치 케이타 (CWF)

### 통상반
CD
1. KAGUYA
2. バタフライ / 버터플라이
3. 勿忘草 / 물망초
작사·작곡: einosuke / 편곡: Ryosuke Nakanishi
4. TOP OF THE WORLD
작사·작곡·편곡: TAKA3
5. KAGUYA (オリジナル・カラオケ)